# Poliszindeton
A poliszindeton (görög) vagy magyarul kötőszóhalmozás egy stilisztikai eszköz, ismétlésen alapuló mondatalakzat; a kötőszót a költő vagy szónok a szokottnál többször ismételi. 
A poliszindeton megtorpanásra, elgondolkodásra készteti az olvasót, zaklatottabbá teszi a szöveget, hangsúlyozza a leírtakat. A prózának ritmust kölcsönöz, a retorikában az érvek csoportosítását teszi lehetővé.
Ernest Hemingway és Montaigne szívesen éltek ezzel az eszközzel.

## Példák
„Most tél van, és csend, és hó, és halál.”
„Mint a holló, mint a szellő, Mint az árnyék, mint a felhő”... 
„És látá Isten, hogy jó volna a világosság és elválasztja a világosságot a sötétségtől. És nevezé a világosságot napnak és a setétséget éjszakának: és lett az estve és a reggel, első nap.”
Árván maradt öccsét parasztnak nevelte,

Mert nagy erőt sejtett benne s irígyelte,

Mert attól félt, hogy a Miklós erős karja

Az ő hírét-nevét homályba takarja;

Mert – de’jszen tudja azt az ő gonosz lelke,

Öccsét rangja szerint miért nem nevelte.

„És akarok még sok másszínű tintát,  bronzot, ezüstöt, zöldet, aranyat, és kellene még sok száz és ezer,  és kellene még aztán millió:  tréfás-lila, bor-színű, néma-szürke,  szemérmetes, szerelmes, rikitó,  
és kellene szomorú-viola  és téglabarna és kék is, de halvány,  akár a színes kapuablak árnya  augusztusi délkor a kapualján.  És akarok még égő-pirosat,  vérszínűt, mint a mérges alkonyat,  és akkor írnék, mindig-mindig írnék.”